# Maurice Faure (zapaśnik)
Maurice Antonin Faure (ur. 5 czerwca 1927 w Clermont-Ferrand, zm. 16 grudnia 2013 tamże) – francuski zapaśnik walczący w stylu klasycznym. Olimpijczyk z Helsinek 1952, gdzie zajął dwunaste miejsce w kategorii do 57 kg.
Szósty na mistrzostwach świata w 1950 roku.
Brat bliźniak Edmonda Faure, olimpijczyka z 1948 i 1952 roku.

## Letnie Igrzyska Olimpijskie 1952
| Konkurencja          | Rundy eliminacyjne    | Rundy eliminacyjne     | Klas. końcowa |
| Konkurencja          | Przeciwnik I          | Przeciwnik II          | Miejsce       |
| -------------------- | --------------------- | ---------------------- | ------------- |
| 57 kg styl klasyczny | Arvo Kyllönen (FIN) P | Zakaria Chihab (LIB) P | 12.           |